# Gastronomia d'Alemanya
La gastronomia d'Alemanya és el conjunt de gastronomies tradicionals dels poble alemany.
Es tracta d'una juxtaposició de cuines regionals que arriben a variar molt entre elles, segons la influència de la geografia, el clima, la història i la cultura de cada lloc. Així: la cuina del sud de Bavària i Suàbia és força diferent de la del nord d'Alemanya i comparteix plats i estils amb la cuina suïssa i l'austríaca; la cuina de l'oest del país té una influència de la cuina francesa. A altres zones tenen més punts en comú amb altres cuines veïnes, inclosa la neerlandesa i l'escandinava al nord, la d'Europa oriental a l'est, etc.

## Uns ingredients i plats típics
- La botifarra de porc en centenars de variants
- El pa i els petits pans alemanys, i les seves més de tres-cents variants, proposat com a patrimoni de la humanitat[2]
- La col, la colrave, col verda, col blanca, xucrut i les altres varietats de brassica: utilitzades fresques en amanides, farcides, en sopes, estofades…
- L'espàrrec blanc
- Matjes: arengs joves llegeurment salats, també molt populars als Països Baixos
- Bratkartoffeln: patates fregides amb ceba i cansalada
- El döner, el menjar ràpid més popular, importat per la comunitat turca
- El Federweisser, un vi jove, dolç amb graduació alcohòlica baixa.